# Werner Schönemann
Werner Schönemann (* 27. November 1911 in Berlin; † 6. September 2003 in Altenahr) war deutscher SS-Hauptsturmführer,  Teilkommandoführer des Einsatzkommandos 8 der Einsatzgruppe B und verurteilter Kriegsverbrecher.

## Leben
Schönemann war Sohn eines Polizeiangehörigen und späteren Gastwirts. Im Jahre 1930 bestand er das Abitur. Danach studierte er in Berlin und Königsberg (Preußen) Volkswirtschaft und bestand im Jahre 1934 das Diplomexamen in Berlin. 1933/34 gehörte er der SA an. Ende 1935 begann er seinen Dienst bei der Kriminalpolizei Berlin. Ein Jahr später wurde er Mitglied der SS (SS-Nummer 290.678). Im 1937 wurde er zur Gestapo Köln versetzt, wo er das Referat Wirtschaftsspionageabwehr und Industriesicherung leitete. Zum 1. Januar 1940 trat er der NSDAP (Mitgliedsnummer 7.782.367) bei.  Anfang 1941 begann er sein Jurastudium in Frankfurt am Main.
Anfang Juli 1941 wurde er dem Einsatzkommando 8 unter der Führung von Otto Bradfisch zugeteilt. Schönemann führte ein Teilkommando, das im Juli 1941 mit Angehörigen des Polizeibataillons 322 in Slonim laut Ereignismeldung 1 075 Juden erschoss. Von Minsk aus wurde das Teilkommando mit einem Vernichtungsauftrag nach Borissow geschickt, wo es bis Ende September blieb und zahlreiche Exekutionen durchführte. Schönemann leitete auch die Erschießungen der Insassen des Borissower Gefängnisses, wobei mindestens 100 Juden und andere Inhaftierte ermordet wurden. Mit seinem Teilkommando war er zudem für die Selektion und Erschießung von mindestens 30 bis 80 Kriegsgefangenen, die Erschießung eines jüdischen Arbeitskommandos aus dem Ghetto in Borissow sowie zahlreichen weiteren Erschießungsaktionen gegen Juden in der Region um Borissow verantwortlich.
Im Oktober 1941 setzte Schönemann sein Studium fort und unternahm aus nicht bekannten Gründen einen Suizidversuch. Im 1942 wurde er zur Stapoleitstelle nach Wien versetzt, wo er bis September 1944 das Referat IV 3b (Wirtschaftsangelegenheiten und Industriesicherung) leitete. Anschließend wurde er zum Einsatzkommando 13 abgeordnet, mit dem er bis zur Räumung in der Slowakei eingesetzt war. In dieser Funktion war Schönemann an der Deportation slowakischen Juden beteiligt. Im April 1945 leitete er nach eigenen Angaben in Steyr eine Außendienststelle der Gestapo.
Nach Kriegsende tauchte er mit einem Falschnamen unter. Am 16. Juli 1945 wurde er verhaftet. Der Verdacht gegen ihn lautete auf die Beteiligung an Erschießungen in Polen und der Slowakei im Jahre 1944. Das Landesgericht für Strafsachen in Wien verurteilte ihn am 22. Dezember 1947 zu zehn Jahren schweren Kerkers. Im Jahre 1949 wurde das Urteil gegen ihn aufgehoben. Am 8. Oktober 1951 wurde er in Wien wegen Bedrohung  mit dem Tode gegenüber Gefängnisinsassen in Žilina zu neun Monaten schwerem Kerker verurteilt, auf die die vorherige Haftzeit angerechnet wurde. Seit 1953 arbeitete er in einem Unternehmen, das Teile für Motorräder, Fahrräder, Nähmaschinen und Schreibmaschinen herstellte. Im April 1954 wechselte er als kaufmännischer Abteilungsleiter zum Getränkegroßhandel Matthias Harzheim KG in Köln. Im Mai 1959 entschloss er sich zur Flucht, die ihn nach Österreich, Ägypten und in die Schweiz führte. Unterstützt wurde er dabei von seiner Ehefrau in Köln und einem ehemaligen SS-Kameraden in Wien und weiteren Bekannten. Seinem Arbeitgeber erklärte er seine Abwesenheit mit gesundheitlichen Problemen. Seit dem 20. November 1959 bestand  gegen ihn ein Haftbefehl des Amtsgerichts München. Seit dem 26. Mai 1961 befand er sich in Untersuchungshaft.
Das Landgericht Köln verurteilte ihn am 12. Mai 1964 wegen gemeinschaftlicher Beihilfe zum Mord in 12 Fällen an 2 170 Menschen zu sechs Jahren Zuchthaus. Das Urteil wurde im Oktober desselben Jahres rechtskräftig. Die parallel stattfindenden Ermittlungen der Staatsanwaltschaft Dortmund gegen ihn wegen Anstiftung zum Mord und Freiheitsberaubung während seiner Zeit beim Einsatzkommando 13 wurde im Februar 1966 eingestellt, dann wieder aufgenommen und schließlich 1975 erneut eingestellt. Im Dezember 1990 wurde das neue Verfahren gegen Schönemann eingestellt.